# Río Anizacate
El río Anisacate 31°42′41″S 64°29′43″O / -31.71139, -64.49528, es un importante curso de agua de la Provincia de Córdoba, en la República Argentina.
Es tributario del río Segundo o Xanaes, y tiene su naciente en la unión de los ríos: De la Suela y San José que son formados en la ladera oriental de las Sierras Grandes.
Su extensión apenas supera los 40 kilómetros.
Sus tributarios, además son innumerables arroyos y cursos de agua que descienden de la montaña. Todos ellos, están abastecidos por una infinidad de surgentes, que se originan en la región central de la Pampa de Achala.
Es un río de características endorreicas, torrentoso y junto al río Los Molinos, da origen al anteriormente citado río Xanaes.
A lo largo de su recorrido, el rio Anisacate discurre por terrenos muy escarpados, lo que implica que su cauce esté muy 'encajonado'. Esto resulta en un río que los lugareños denominan 'traicionero', ya que durante la época estival las riadas, o crecidas, son súbitas y en numerosas oportunidades se han producido accidentes con los bañistas ocasionales. 

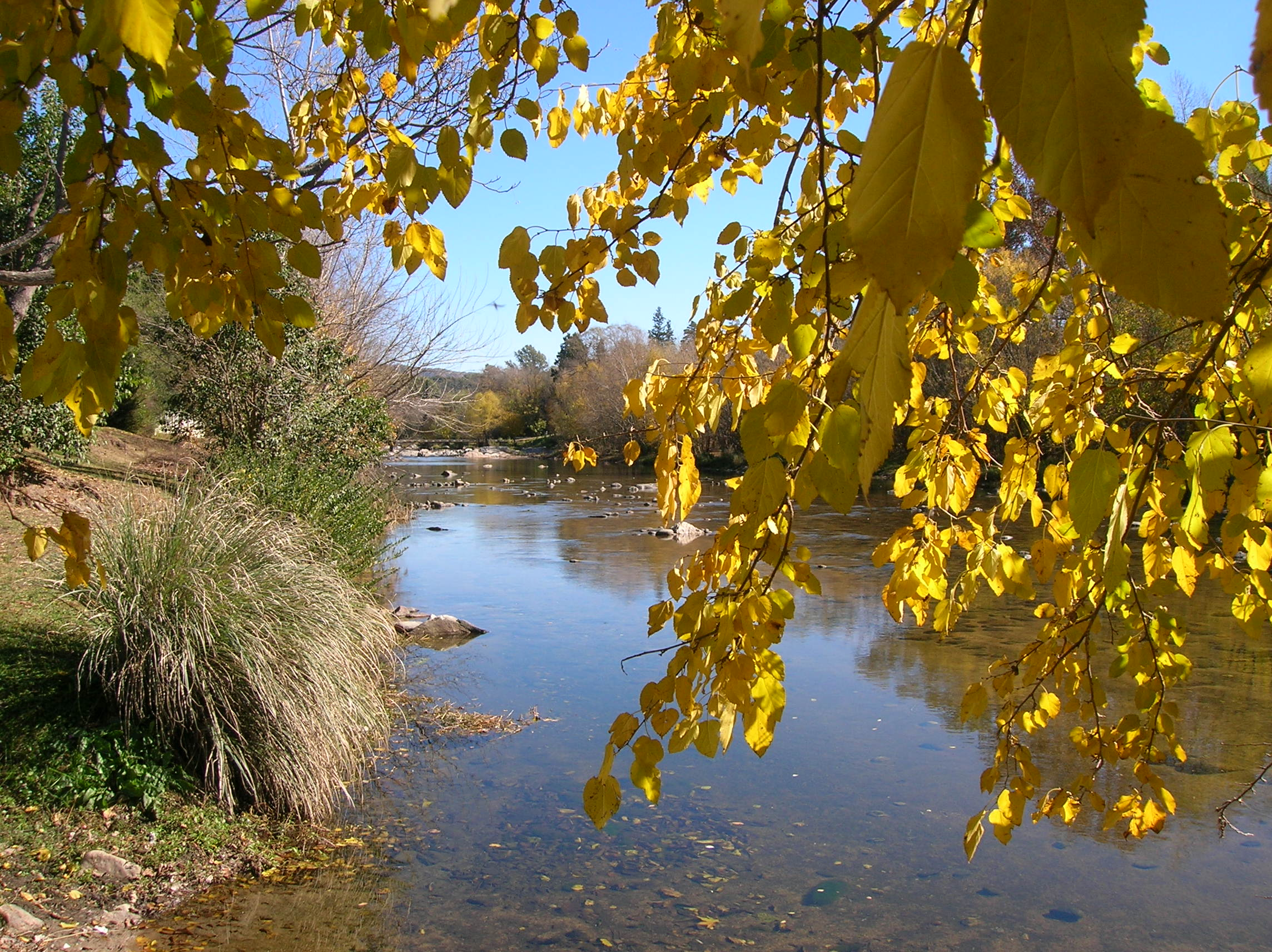
El río Anisacate en Otoño

A pesar de esto, es un río muy concurrido en época estival, ya que sus aguas límpidas y su lecho de arena lo hacen ideal para la recreación familiar.
Por estar ubicado dentro de la cuenca tributaria del Rio Xanaes o Río Segundo, pertenece a la cuenca de la Mar Chiquita. No es un río de características navegables, y su uso actual como generador de energía hidroeléctrica es nulo. Sin embargo, no siempre fue así: alimentó una de las primeras usinas hidroeléctricas de la provincia de Córdoba, en la localidad de Los Aromos. Hoy en día, de esa usina solo quedan ruinas.
Si bien su fauna está degradada por la presión humana, en este río podemos encontrar numerosas especies de peces de relativo valor alimenticio.